# Sotades platypus
Sotades platypus är en skalbaggsart som beskrevs av Francis Polkinghorne Pascoe 1864. Sotades platypus ingår i släktet Sotades och familjen långhorningar. Inga underarter finns listade i Catalogue of Life.